# Willibrord Stichting

Het Christelijk Gymnasium Utrecht is een van de scholen die onder het bestuur van de Willibrord Stichting valt.

De Willibrord Stichting (voluit: De Willibrord Stichting voor RK/PC Voortgezet Onderwijs voor Utrecht en Omstreken) is een Nederlandse overkoepelende stichting voor het bestuur van rooms-katholieke en protestantse middelbare scholen in de regio Utrecht.

## Overzicht van scholen
Onderstaande scholen vallen onder het bestuur van de Willibrord Stichting.
- Amadeus Lyceum (Vleuten)
- Broeckland College (Breukelen)
- Christelijk Gymnasium Utrecht (Utrecht)
- De Danne (Breukelen)
- Globe College (Utrecht)
- Gerrit Rietveld College (Utrecht)
- Kranenburgschool (Utrecht)
- Lekpoort College (Vianen)
- Martijnschool (Utrecht)
- Niftarlake College (Maarssen)
- Oosterlicht College (Nieuwegein)
- St. Bonifatiuscollege (Utrecht)
- Liefland College (Utrecht)
- St. Gregorius College (Utrecht)
- Utrecht-Zuid College (Utrecht)